# Sphaerostephanos richardsii
Sphaerostephanos richardsii är en kärrbräkenväxtart som först beskrevs av John Gilbert Baker och som fick sitt nu gällande namn av Richard Eric Holttum.
Sphaerostephanos richardsii ingår i släktet Sphaerostephanos och familjen Thelypteridaceae. Inga underarter finns listade i Catalogue of Life.